# Комбинирана малонова и метилмалонова ацидурия
Комбинираната малонова и метилмалонова ацидурия (на английски: Combined malonic and methylmalonic aciduria, CMAMMA), наричана още комбинирана малонова и метилмалонова ацидемия, е наследствено метаболитно заболяване, характеризиращо се с повишени нива на малонова киселина и метилмалонова киселина. Някои изследователи изказват хипотезата, че CMAMMA може да бъде една от най-често срещаните форми на метилмалонова ацидемия и вероятно една от най-често срещаните вродени грешки на метаболизма. Поради това, че е рядко диагностицирана, най-често остава неоткрита.

## Симптоми и признаци
Клиничните фенотипове на CMAMMA са силно хетерогенни и варират от асимптоматични, леки до тежки симптоми. Все още не е изяснена основната патофизиология. В литературата се съобщава за следните симптоми:
- метаболитна ацидоза[7][5][8]
- кома[2][6]
- хипогликемия[2][7][6]
- гърчове[2][7][5][8]
- стомашно-чревно заболяване[5][8]
- изоставане в развитието[2][5][8]
- забавяне на речта[1][2][4]
- неспособност за развитие[2]
- психично заболяване[2]
- проблеми с паметта[2]
- влошаване на когнитивните способности[2]
- енцефалопатия[4]
- кардиомиопатия[7][5][8]
- дисморфични характеристики[5][8]

Когато първите симптоми се появят в детска възраст, е по-вероятно те да бъдат междинни метаболитни нарушения, докато при възрастните те обикновено са неврологични симптоми.

## Причини
CMAMMA може да бъде разделена по причинно-следствена връзка на две отделни наследствени нарушения: едното е дефицит на митохондриалния ензим ацил-КоА синтетаза, член на семейството 3, кодиран от гена ACSF3 (OMIM#614265); другото нарушение е дефицит на малонил-КоА декарбоксилаза, кодиран от гена MLYCD (OMIM#248360).

## Диагноза
Поради широкия спектър от клинични симптоми и до голяма степен пропускането в програмите за скрининг на новородени, се смята, че CMAMMA е недостатъчно разпознато състояние.

### Програми за скрининг на новородени
Тъй като CMAMMA поради мутации в ACSF3 не води до натрупване на метилмалонил-КоА, малонил-КоА или пропионил-КоА, нито се наблюдават аномалии в профила на ацилкарнитин, CMAMMA не се открива от стандартни кръвни скринингови програми за новородени.
Специален случай е провинция Квебек с Програмата за неонатален скрининг на кръв и урина на Квебек, която в допълнение към кръвния тест изследва и урината на 21-вия ден след раждането. Това прави провинция Квебек интересна за изследвания за CMAMMA, тъй като представлява единствената кохорта от пациенти в света без пристрастия към селекцията.

### Съотношение на малонова киселина към метилмалонова киселина
Чрез изчисляване на съотношението малонова киселина/метилмалонова киселина в плазмата, CMAMMA може ясно да се разграничи от класическата метилмалонова ацидемия. Това важи както за реагиращите, така и за нереагиращите на витамин В12 при метилмалонова ацидемия. Използването на стойности на малонова киселина и метилмалонова киселина от урина не е подходящо за изчисляване на това съотношение.
При CMAMMA поради мутации в ACSF3, нивото на метилмалоновата киселина превишава това на малоновата киселина. За разлика от това, при CMAMMA поради дефицит на малонил-КоА декарбоксилаза е обратното.

### Генетично изследване
CMAMMA може да бъде диагностицирана чрез анализ на гените ACSF3 и MLYCD. Разширеният скрининг за носителство в хода на лечението на безплодие също може да идентифицира носители на мутации в гена ACSF3.